# SIX6
SIX6 (англ. SIX homeobox 6) – білок, який кодується однойменним геном, розташованим у людей на 14-й хромосомі. Довжина поліпептидного ланцюга білка становить 246 амінокислот, а молекулярна маса — 27 687.
| 10         |  | 20         |  | 30         |  | 40         |  | 50         |
| ---------- |  | ---------- |  | ---------- |  | ---------- |  | ---------- |
| MFQLPILNFS |  | PQQVAGVCET |  | LEESGDVERL |  | GRFLWSLPVA |  | PAACEALNKN |
| ESVLRARAIV |  | AFHGGNYREL |  | YHILENHKFT |  | KESHAKLQAL |  | WLEAHYQEAE |
| KLRGRPLGPV |  | DKYRVRKKFP |  | LPRTIWDGEQ |  | KTHCFKERTR |  | HLLREWYLQD |
| PYPNPSKKRE |  | LAQATGLTPT |  | QVGNWFKNRR |  | QRDRAAAAKN |  | RLQQQVLSQG |
| SGRALRAEGD |  | GTPEVLGVAT |  | SPAASLSSKA |  | ATSAISITSS |  | DSECDI     |

A: Аланін

C: Цистеїн

D: Аспарагінова кислота

E: Глутамінова кислота

F: Фенілаланін

G: Гліцин

H: Гістидин

I: Ізолейцин

K: Лізин

L: Лейцин

M: Метіонін

N: Аспарагін

P: Пролін

Q: Глутамін

R: Аргінін

S: Серин

T: Треонін

V: Валін

W: Триптофан

Кодований геном білок за функціями належить до білків розвитку, фосфопротеїнів. 
Білок має сайт для зв'язування з ДНК. 
Локалізований у ядрі.